# Anne-Armande de Crequy
Anne-Armande de Crequy, nacida de Saint Gelais de Lansac (1637-1709), fue una cortesana francesa. Sirvió como primera dama de honor de la reina de Francia María Teresa de Austria desde 1679 hasta 1683.

## Biografía
Anne-Armande fue hija del concejal Gilles de Saint Gelais, marqués de Lansac y de Ballon, y de Marie de La Vallée-Fossez. Contrajo matrimonio en 1653 con el duque Charles III de Créquy.
En 1679, Anne-Armande fue asignada como primera dama de honor de la nueva reina de Francia, siendo responsable de las cortesanas, del control del presupuesto, los gastos, las cuentas anuales, el personal, la rutina diaria y las presentaciones a la reina. Su nombramiento se produjo gracias al rango ostentado por su esposo, cuando su predecesora fue transferida al palacio de la nueva delfina por recomendación de Madame de Maintenon. Anne-Armande fue descrita como una belleza serena y piadosa que evitaba conflictos, siendo tratada con respeto y consideración por la mayor parte de los cortesanos. Tras enviudar en 1687, Anne-Armande abandonó la corte, pasando el resto de su vida recluida en el campo.